# جان وایلز اپس
جان وایلز اپس (به انگلیسی: John Wayles Eppes) سناتور سابق عضو حزب دموکرات-جمهوری‌خواه بود. وی در سال ۱۸۱۷ تا ۱۸۱۹ میلادی سناتور ایالت ویرجینیا در سنای ایالات متحده آمریکا بود.